# Ballon (Sarthe)
Ballon è un comune francese soppresso e frazione del dipartimento della Sarthe nella regione dei Paesi della Loira. Dal 1º gennaio 2016 si è fuso con il comune di Saint-Mars-sous-Ballon per formare il nuovo comune di Ballon-Saint-Mars.

## Società

### Evoluzione demografica
Abitanti censiti